# Паттерсон-Гайтс (Пенсільванія)
Паттерсон-Гайтс (англ. Patterson Heights) — місто (англ. borough) в США, в окрузі Бівер штату Пенсільванія. Населення — 639 осіб (2020).

## Географія
Паттерсон-Гайтс розташований за координатами 40°44′22″ пн. ш. 80°19′34″ зх. д. / 40.73944° пн. ш. 80.32611° зх. д. (40.739344, -80.326127).  За даними Бюро перепису населення США в 2010 році місто мало площу 0,61 км², з яких 0,60 км² — суходіл та 0,01 км² — водойми.

## Демографія
Згідно з переписом 2010 року, у селищі мешкало 636 осіб у 259 домогосподарствах у складі 184 родин. Густота населення становила 1042 особи/км².  Було 275 помешкань (451/км²).
Расовий склад населення:
| - 96,9 % — білих - 0,8 % — чорних або афроамериканців - 0,2 % — азіатів |

До двох чи більше рас належало 1,6 %. Частка іспаномовних становила 2,5 % від усіх жителів.
За віковим діапазоном населення розподілялося таким чином: 21,2 % — особи молодші 18 років, 61,8 % — особи у віці 18—64 років, 17,0 % — особи у віці 65 років та старші. Медіана віку мешканця становила 46,1 року. На 100 осіб жіночої статі у селищі припадало 83,8 чоловіків;  на 100 жінок у віці від 18 років та старших — 84,9 чоловіків також старших 18 років.
Середній дохід на одне домашнє господарство  становив 76 059 доларів США (медіана — 62 250), а середній дохід на одну сім'ю — 83 932 долари (медіана — 70 000). Медіана доходів становила 56 667 доларів для чоловіків та 37 159 доларів для жінок. За межею бідності перебувало 5,7 % осіб, у тому числі 14,2 % дітей у віці до 18 років та 1,6 % осіб у віці 65 років та старших.
Цивільне працевлаштоване населення становило 333 особи. Основні галузі зайнятості: освіта, охорона здоров'я та соціальна допомога — 28,2 %, роздрібна торгівля — 12,3 %, виробництво — 11,1 %, науковці, спеціалісти, менеджери — 10,8 %.